# Nyírtelek
Nyírtelek város Szabolcs-Szatmár-Bereg vármegyében, a Nyíregyházi járásban. Több néven is szerepelt a történelem folyamán.

## Fekvése
A megyeszékhely vonzáskörzetében helyezkedik el, attól északnyugatra, a Nyugati-, vagy Löszös-Nyírség kistáj részeként.
A szomszédos települések: észak felől Buj, északkelet felől Kótaj, kelet, délkelet és dél felől Nyíregyháza [keletről Nyírszőlős, délkeletről Felsőpázsit, délről pedig Vajdabokor városrészek], délnyugat felől Nagycserkesz, nyugat felől Tiszaeszlár, északnyugat felől Tiszanagyfalu, észak-északnyugat felől pedig Gávavencsellő.

### Megközelítése
Közúton a legfontosabb megközelítési útvonala a 38-as főút, mely átszeli a település központját; délkeleti határszéle közelében ér véget a 38-asba betorkollva a 338-as főút, mely szintén a térség fontos elérési útvonalai közé tartozik. Nagycserkesszel a 3636-os út köti össze.
Külterületeit, különálló településrészeit több más, alsóbbrendű út is érinti, ilyen a 3635-ös út, mely a nyugati határai között halad el, érintve Belegrád, Görögszállás és Varjúlapos nevű településrészeit is, vagy a 3813-as út, mely kelet felől érinti a kisváros (jobbára lakatlan) határrészeit. Szekeresbokor közúti elérését a 36 121-es, Ferenctanyáét a 36 127-es, Dankóbokorét a 36 132-es, Gyulatanyáét a 38 132-es, Sóskútét pedig a 38 146-os számú mellékút biztosítja.
- Elérhetőség autóbusszal: Nyíregyházáról, Rakamazról, illetve ritkábban Tokajból a Volánbusz által üzemeltetett 4243-as járattal.
- Elérhetőség kerékpárral: A főúttal párhuzamosan fut a Nyíregyháza - Tokaj bicikliútvonal, a főút forgalmától elzártan.
- Elérhetőség vasúton: a Szerencs–Nyíregyháza-vasútvonal és az Ohat-Pusztakócs–Nyíregyháza-vasútvonal közös szakasza érinti, melynek két megállási pontja is van itt: Nyírtelek vasútállomás a település központja közelében, a belterület délnyugati szélénél, valamint Görögszállás vasútállomás, a névadó településrész mellett. Korábban a vasútnak még egy megállója is volt Nyírtelek határai közt, a két állomástól nagyjából azonos távolságra, Ferenctanyánál, de az a megállóhely már megszűnt.

## Története
1213-ban említik először („villa Kiral”), az Árpád- és Anjou-korban Királytelke („Kiralteluke, Kyraltheleke”) néven önálló falu, 1427-ben már Nagyeszlárhoz tartozó puszta.
Később évszázadokra Nyíregyháza határába olvadt. 1945-ben először a Dózsatanya nevet kapta, majd 1952 januárjában átalakult önálló községgé ideiglenesen Sörekút néven, amit még abban az évben megváltoztattak a ma is érvényes elnevezésére.
Egy városrésze Ferenctanya, ami Nyírtelektől nyugatra kb. 4 km-re fekszik.
Egykor az Ecsedi uradalomhoz tartozott. Birtokosai voltak a Báthoryak, Rákócziak és a Károlyiak, a 20. század elején pedig a gróf Dessewffyek.
A 19. század elején puszta, 467 lakossal. 1971-től nagyközség, 2005. július 1-jétől város.

### Királytelki csata
Az 1944. októberében vívott hortobágyi páncéloscsatával összefüggésben 1944. október 27-én a debreceni 16. felderítő osztály katonái támadást indítottak a Királytelek-Alsósóskút térségében beásott szovjet erők ellen és tíz magyar halottat követelő kemény küzdelem után visszaszorították őket. Ezzel hozzájárultak Nyíregyháza ideiglenes visszafoglalásához és megakadályozták 150 000 magyar és német katona bekerítését.
A csatáról és a tíz hősi halottról 1984 októberében, a 40. évfordulón emlékeztek meg hivatalosan először, azóta emléktábla őrzi nevüket.

### Nyírtelek és a honvédség
A második világháború után is összefonódott a település története a magyar honvédségével. 1963 és 1991 között itt tevékenykedett a Magyar Néphadsereg 107. Önálló Szállító Osztálya, illetve elődszervezetei. 1982-től légvédelmi rakétákat is tároltak itt.
Itt volt az MN EJÜ (Elektrotechnikai Javító Üzem) is, ami különböző rendeltetésű rakéták (légvédelmi, páncéltörő, repesz) és radarrendszerek, valamint a hozzájuk tartozó gépjárművek és egyéb technikai eszközök karbantartásával és javításával foglalkozott. Ez a hadiipari vállalat 1991 óta a HM Arzenál Elektromechanikai Zrt. néven működik. Ez a cég foglalkozik többek között – az egyesült államokbeli Raytheon Missile Systems vállalattal együttműködve – a JAS 39 Gripen vadászgépek rakétafegyverzetének karbantartásával, itt fejlesztették ki a Gepárd M4 félautomata mesterlövész-puskát, valamint korszerű biztonságtechnikai rendszereket.
A katonai és hadiipari létesítmények jelentős hatással voltak és vannak a település és környéke fejlődésére, foglalkoztatási viszonyaira. 2011-ben a királytelki csata emlékének és a honvédségi kapcsolatoknak az ápolása jegyében a város önkormányzata Honvédelmi Emlékparkot létesített. Itt állítottak ki egy Vega-M és egy 2K11 Krug típusú légvédelmi rakétát.

## Közélete

### Polgármesterei
- 1990–1994: Ratkos Mihály (független)[6]
- 1994–1998: Ratkos Mihály (független)[7]
- 1998–2002: Ratkos Mihály (független)[8]
- 2002–2006: Magyar László (MSZP)[9]
- 2006–2010: Magyar László (MSZP)[10]
- 2011–2014: Magyar László (MSZP)[11]
- 2014–2019: Szekeres József (Fidesz-KDNP)[12]
- 2019–2024: Szekeres József (Fidesz-KDNP)[13]
- 2024– : Szekeres József (Fidesz-KDNP)[1]

A településen a 2010. október 3-án megtartott önkormányzati választás után, a polgármester-választás tekintetében nem lehetett eredményt hirdetni, az első helyen kialakult szavazategyenlőség miatt. Aznap az 5728 szavazásra jogosult lakos közül 2453 fő adott le szavazatot, melyek közül 43 érvénytelen volt, a 2410 érvényes szavazat közül pedig 1036-1036 esett a hivatalban lévő szocialista polgármesterre, Magyar Lászlóra és Fidesz-KDNP-s kihívójára, Kovács Juditra (42,99 % - 42,99 %). Az emiatt szükségessé vált időközi választást 2011. január 16-án tartották meg, ezen már csak a korábbi holtversenyben részes két jelölt indult el, a részvételi arány is magasabb volt, ez a helyzet pedig a szocialista jelöltnek kedvezett jobban.

## Népesség
A település népességének változása:
| Lakosok száma | 6730 | 6672 | 6555 | 6484 | 6576 | 6470 | 6455 |
|               | 2013 | 2014 | 2015 | 2021 | 2022 | 2023 | 2024 |

A 2011-es népszámlálás során a lakosok 89%-a magyarnak, 3% cigánynak, 0,2% románnak, 0,2% ukránnak mondta magát (11% nem nyilatkozott; a kettős identitások miatt a végösszeg nagyobb lehet 100%-nál). A vallási megoszlás a következő volt: római katolikus 35,5%, református 8%, görögkatolikus 14,2%, evangélikus 6,1%, felekezeten kívüli 11,5% (23,6% nem válaszolt).
2022-ben a lakosság 90,6%-a vallotta magát magyarnak, 1,6% cigánynak, 0,5% románnak, 0,3% ukránnak, 0,1-0,1% görögnek, németnek, bolgárnak és ruszinnak, 1,7% egyéb, nem hazai nemzetiségűnek (9,3% nem nyilatkozott; a kettős identitások miatt a végösszeg nagyobb lehet 100%-nál). Vallásuk szerint 25,1% volt római katolikus, 7,8% református, 10,5% görög katolikus, 7,7% evangélikus, 0,7% egyéb keresztény, 0,2% ortodox, 8,7% felekezeten kívüli (38,9% nem válaszolt).

## Nevezetességei
- Honvédelmi Emlékpark

### Műemléki védettségű épületek
- Szentháromság-szobor, (barokk, 18. század),
- Római katolikus kápolna (gótizáló-romantikus, 1874. Berendezés: padok, főoltár, romantikus. Kastély utca 3.
- AGROGÉP KFT irodája, a volt Dessewffy-kastély (klasszicista, 1820 körül, nagy mértékben átalakítva 1951-ben).